# ويلهلم نيكلاس
ويلهلم نيكلاس (بالألمانية: Wilhelm Niklas)‏ هو طبيب بيطري وسياسي ألماني، ولد في 24 سبتمبر 1887 في ألمانيا، وتوفي في 12 أبريل 1957 بميونخ في ألمانيا. حزبياً، نشط في الاتحاد الاجتماعي المسيحي. انتخب عضو في البوندستاغ الألماني خلال فترته النيابية ‏ (30 مايو 1951 – 7 سبتمبر 1953).

## روابط خارجية
- ويلهلم نيكلاس على موقع مونزينجر (الألمانية)